# Leonida Magnolini
Leonida Magnolini (Edolo, 15 luglio 1913 – Nikitowka, 26 gennaio 1943) è stato un militare italiano medaglia d'oro al valor militare.

## Biografia
Nato a Edolo, in alta Val Camonica, si trasferisce presto a Lovere, sul Lago d'Iseo.
Nel 1934 si diploma come perito industriale presso l’Istituto Tecnico Industriale “Rossi ” di Vicenza. Nel novembre dello stesso anno viene chiamato a prestare il servizio di leva.
Successivamente ammesso alla Scuola allievi ufficiali di complemento di Bra, nel maggio 1935 diviene aspirante ufficiale d'artiglieria. Presta servizio nel 2º reggimento artiglieria alpina di Merano,e in seguito nel 3º reggimento a Gorizia.
Nel 1936 viene congedato e lavora nelle Società Ansaldo di Genova e nella società Dalmine fino all'estate 1939.
Allo scoppio della Seconda Guerra Mondiale viene richiamato alle armi per la campagna sul fronte occidentale nel 2º reggimento artiglieria alpina, gruppo “Val Camonica”. Nell'ottobre 1941 è promosso a sottotenente e nel 1942 viene trasferito nel gruppo Bergamo dello stesso reggimento, come comandante di una sezione del reparto munizioni e viveri. Durante il mese di luglio raggiunge la Russia per partecipare alla Campagna italiana di Russia.
Durante la ritirata di Nikolaevka, mentre organizza la difesa italiana presso Nikitowka, il 26 gennaio 1943 viene ferito a morte.

## Luoghi a lui dedicati
A lui è dedicato un rifugio sul Monte Alto in località Piano della Palù nel comune di Costa Volpino.